# Acqua Lete
L'acqua Lete è un'acqua minerale italiana, sorgente nel Matese, massiccio montuoso tra Campania e Molise.
È imbottigliata dal 1893 dalla
Società generale delle acque minerali S.p.A., fondata a Pratella e con sede a Roma dal 2011. Questa produce anche le acque minerali naturali Prata e Sorgesana.

## Storia
Nel 1893 la SGAM inizia a imbottigliare, in vetro, l'Acqua Lete. Negli anni ottanta l'azienda inizia ad imbottigliare anche in PET.
La fonte dell'acqua Lete si trova sul fronte campano del Matese precisamente a Letino (in provincia di Caserta), vicino al confine col Molise. L'acqua ha il certificato 100% Energia Rinnovabile di E.ON, che assicura l'utilizzo di sola energia rinnovabile.
Il nome deriva dall'omonimo fiume della provincia di Caserta che nasce sul massiccio del Matese, precisamente nel campo delle secine ad un'altitudine di 1028 m s.l.m., nel comune di Letino, lungo 20 km e affluente di sinistra del fiume Volturno. A Pratella, è ubicato lo stabilimento d'imbottigliamento dell'acqua. Già dall'Ottocento la sua acqua, raccolta dalla sorgente in anfore di terracotta, veniva trasportata su carri di legno in un vasto territorio. Tra la fine dell'Ottocento e l'inizio del Novecento, l'acqua Lete ottenne i primi riconoscimenti a livello internazionale e ben presto, dalla produzione artigianale, si passò ai primi impianti di imbottigliamento.

## Premi e riconoscimenti
- Nel 1906 vinse il Grand Prix di Parigi e l'Honour Prize di Londra.

## Sponsorizzazioni
Lete dal 2005 al 2023 è stato lo sponsor di maglia principale del Napoli, da cui lo slogan "Bevi bene tifa meglio".
Dalla stagione 2013/2014 è uno dei partner ufficiali dell'Inter e della Fiorentina, presente come cartellonistica nello stadio e come bottiglie fornite in dotazione ai calciatori per allenamenti e partite.
Dal 2015 Lete è l'acqua ufficiale della Nazionale Italiana sostituendo Uliveto.
Dalla stagione 2018/2019 Sorgesana è sponsor ufficiale del Bari, mentre dalla stagione 2023/2024 diventa sponsor ufficiale del Napoli.
Nel settembre 2020 in occasione del GP di Toscana di Formula 1 al Mugello è event partner di Scuderia Ferrari in occasione del Gran Premio numero 1000 della Ferrari in F1.
Dal 2024, per la stagione 2024/2025, Lete è sponsor ufficiale delle divise per l'Atalanta.
Dal 1 luglio 2025, per la Stagione Sportiva 2025/2026, Lete è back sponsor dell’Associazione Italiana Arbitri.